# هيزل آن مندوزا
هيزل آن مندوزا (بالإنجليزية: Hazel Ann Mendoza)‏ هي عارضة أمريكية، ولدت في 26 أبريل 1989 في المكسيك.

## وصلات خارجية
- هيزل آن مندوزا على موقع IMDb (الإنجليزية)
- هيزل آن مندوزا على موقع قاعدة بيانات الفيلم (الإنجليزية)